# Bagad de Morlaix
Le Bagad Bro Montroulez est un bagad, un ensemble de musique bretonne, situé dans le pays de Morlaix dans le Finistère, en France. 
La première formation, nommée Bagad Koad-Serc'ho, a vu le jour en 1949-50. Il devient champion de Bretagne des bagadoù en 1953 et 1954.
À la suite de sa dissolution dans les années 1960, les Sonerien Bro Montroulez (SBM, Sonneurs du pays de Morlaix) prennent la relève le 20 janvier 1980. Après avoir longtemps évolué en troisième catégorie du championnat des bagadoù, il concourt en deuxième catégorie de 2012 à 2018.  
L'ensemble comporte aussi un bagad école, le Bagadig du Pays de Morlaix, et une école de musique.

## Histoire

### Bagad Koad-Serc'ho
Le bagad Koad-Serc'ho naît en 1949-50 sur les hauteurs de Morlaix, à Coatserho, sous l'impulsion d'une troupe de jeunes garçons, âgés de 16 à 17 ans, encadrés par Jakez Ducamp, curé de Saint-Matthieu. Paul Le Gall est responsable des bombardes et Christian Fustec des binioù. 
Le championnat de Bretagne des bagadoù est lancé en 1949. En 1952, les Morlaisiens sont les premiers bretons à investir dans une batterie écossaise pour remplacer le tambour de fanfare. En 1952 et 1953, le bagad se présente à ses premiers concours à Toulfoën, en Quimperlé. La batterie écossaise est un succès, martelée par Victor Le Goff : en 1953, le magazine Ar Soner note que le bagad a « émerveillé le jury et la foule », alors que « l'étude des notes d'ornement et le doigté ont surpris. » Selon Marcel Floc'h, membre du comité directeur de la fédération BAS (Bodadeg ar Sonerion) dans les années 1950, c'est le bagad Koad-Serc'ho qui a importé le « doigté écossais » dans le jeu de biniou, avant que ce style s'impose ailleurs. Kleier Koad-Serc'ho était la mélodie de marche représentative de ces jeunes sonneurs. 
Alors que Koad-Serc'ho règne sur les bagadoù, Jakez Ducamp part pour Quimperlé et le bagad décline. En 1957, il plonge en troisième catégorie. Un disque est néanmoins publié chez Mouez Breiz en 1958, avec un pupitre bombardes dirigé par P. Le Gall et les cornemuses par C. Le Duff.

### Sonerien Bro Montroulez

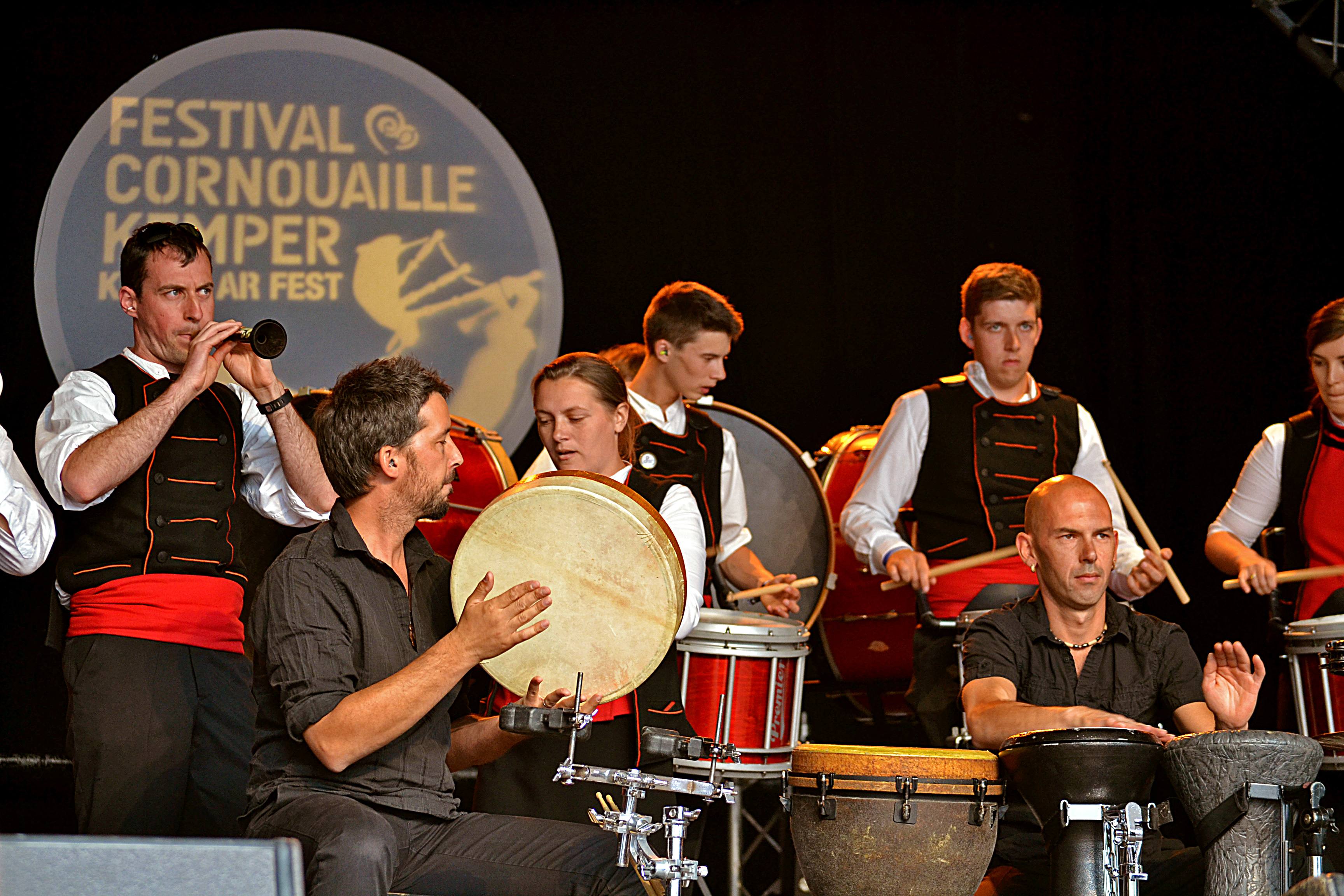
Le bagad se présente au Championnat national des bagadoù 2015 en 3e catégorie à Quimper.

Le bagad Sonerien Bro Montroulez est créé le 20 janvier 1980 par d'anciens sonneurs du bagad de Pleyber-Christ, et avec l'appui des municipalités de Morlaix, Saint-Martin-des-Champs et de Plourin-lès-Morlaix.
Après avoir commencé les concours de bagadoù en 1983, il accède en troisième catégorie en 1986. Cependant, l'année suivante, il redescent à cause d'un effectif insuffisant en batterie. Mais il ré-accède en 1989 à la troisième catégorie, suivie de nouveau d'un manque d'effectif et d'une nouvelle descente.
Le 8 août 1999, à l'issue du concours de Lorient, le bagad accède à la troisième catégorie. Le bagad est dirigé par le penn-soner Dorian Creignou. En septembre 2007, il défile sur les Champs-Élysées lors de la Breizh Touch. Trois sonneurs obtiennent le titre de champions du monde de deuxième catégorie de cornemuse en 2008 à Glasgow, en Écosse (Dorian Creignou, Pierre-Yves Creignou et Guillaume Morvan). En 2010, il fête ses 30 ans en invitant dix autres bagadoù, originaires de toute la Bretagne, et des groupes de fest-noz.
Le 28 juillet 2012, lors de la finale de Quimper, il accède à la seconde catégorie pour la première fois de son histoire. Il y restera 2 ans, avant de retrouver la troisième catégorie. En 2018, le bagad fait à nouveau office de promu en seconde catégorie, avant de redescendre en 2019. Afin de mutualiser les moyens et renforcer les effectifs en vue de participer aux concours, le bagad fait appel à la Kevrenn Kastell de Saint-Pol de Léon à partir de 2019. Les deux ensembles se produisent sur scène lors de prestations communes comme pour deux représentations de Laurent Voulzy en 2021 et aux côtés de l'artiste galicien Carlos Núñez à la cathédrale Saint-Paul Aurélien en décembre 2023.

## Fonctionnement

### Structure
Le bagad SBM est organisé sous la forme d'une association loi de 1901. En 2019, l'effectif de l'association dépasse les 50 membres.
Le groupe fait par ailleurs partie de Sonerion 29, la section du Finistère de la fédération Sonerion.

### Le groupe principal

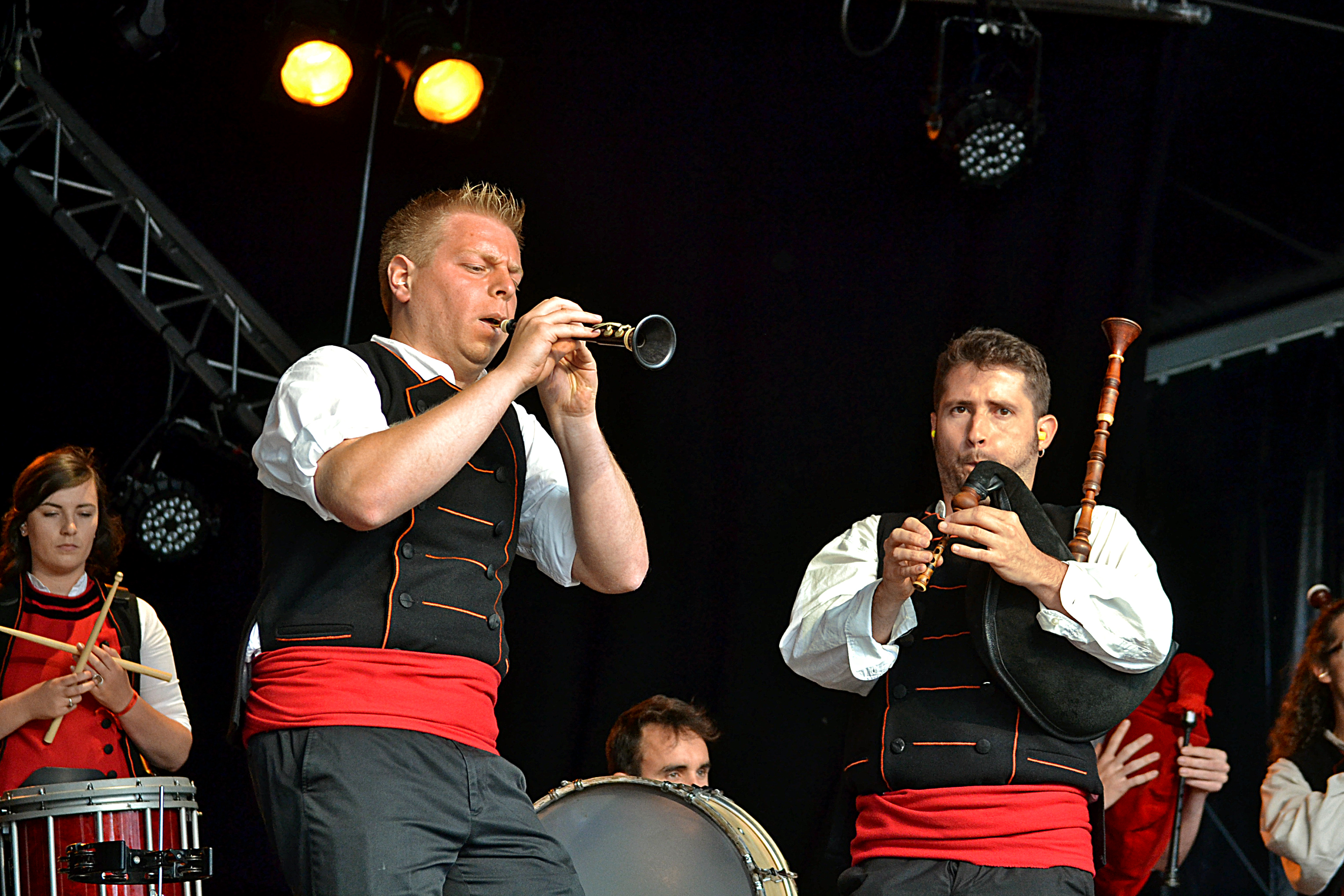
Le penn-soner Dorian Creignou au biniou kozh en 2015.

Le Bagad est composé de près de 25 sonneurs et batteurs. Avec la création d'une école de musique et des effectifs stables, le Bagad SBM évolue avec une jeune équipe (la moyenne d'âge est de 22 ans). Après Ronan Le Gall et Brewal Soyez-Lozac'h, le penn-soner est Dorian Creignou. 
De nouveaux costumes ont été réalisés en 2011 par Ronan Autret et Thomas Jan. Ils s'inspirent de la mode du Haut-Léon (Pays Chelgen) au XIXe siècle. Les hommes portent un plastron fermé et basques arrière, le tout soutenu par un gouriz. Les femmes portent un gilet-camisole inspiré des modes de travail de ce terroir. Les couleurs sang et noir ont été utilisées pour symboliser l'appartenance à la cité de Morlaix.

### Le bagadig et la formation

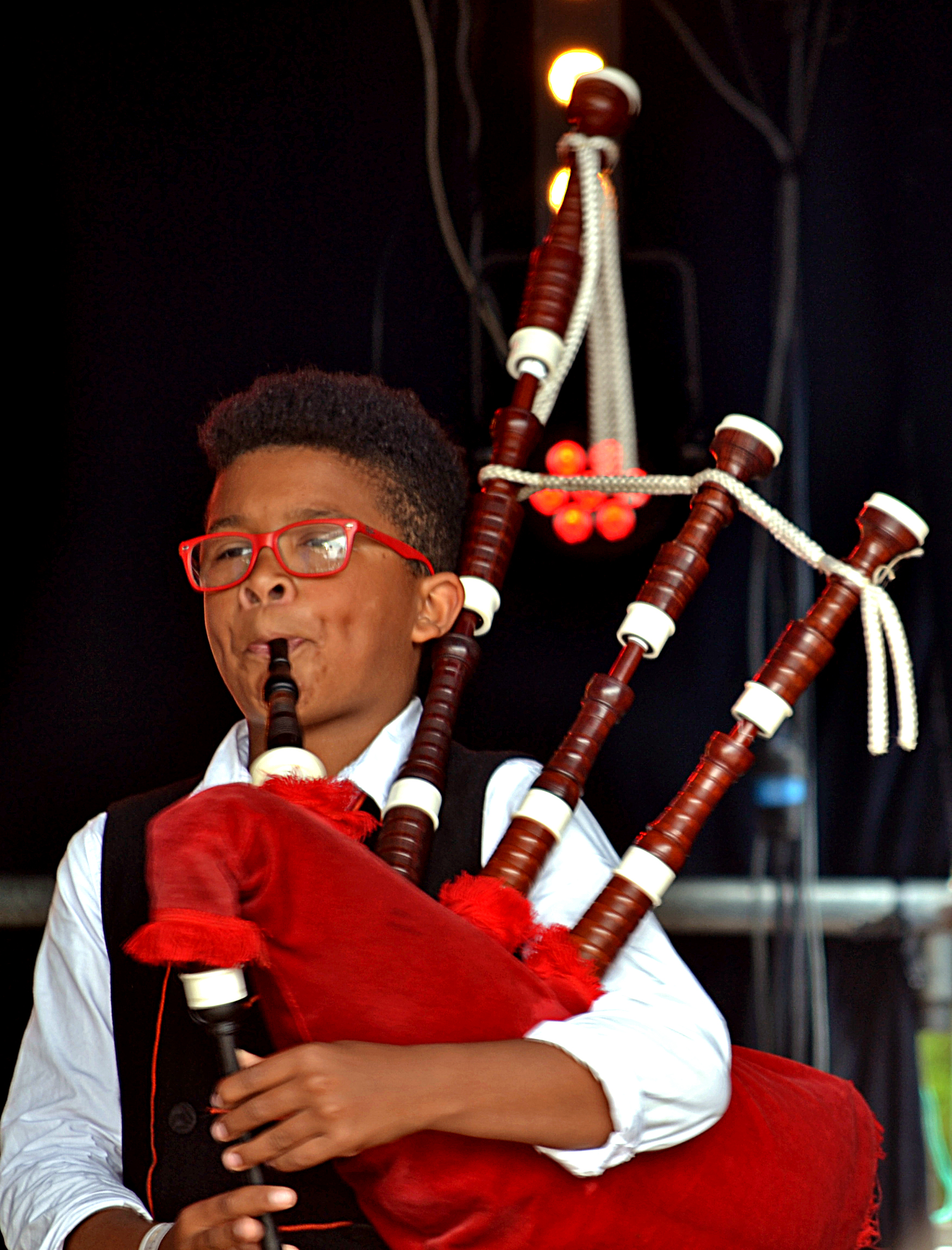
Jeune sonneur dans le groupe principal.

Le bagadig, « bagad école », est créé en 2009. Il permet d’apporter une première expérience musicale d’ensemble aux musiciens débutants. Il concourt chaque année aux concours du championnat National des Bagadoù de 5e catégorie à Quimper et Carhaix.
L'école de musique ouvre en 1991, divisée en trois pupitres : bombarde, cornemuse et batterie. Son but est d'insérer dans les rangs du bagadig pour commencer les sonneurs et percussionnistes débutants. Henri Le Gall, membre fondateur du bagad, propose des cours de cornemuse et de bombarde, complétés par des intervenants de la BAS.

## Palmarès

### Championnat national des bagadoù
- 1953 : Champion de 1re catégorie
- 1954 : Champion de 1re catégorie
- 2012 : 4e de 3e catégorie
- 2013 : 7e de 2e catégorie (Vannes 4e - Lorient 8e)[16]

## Productions artistiques et spectacles
Vers 1958, le bagad Koad-Serc'ho enregistre un disque chez la première maison de disque bretonne Mouez Breiz.
Le bagad a représenté le Pays de Morlaix à de nombreuses occasions en Bretagne et en France, mais également à travers l’Europe, par exemple en Angleterre (festival à Truro), en Allemagne (à Wurselen en 1986 et 2013, en Bavière), en Pologne (Mielec en 2013).
À la suite de la collaboration réussie du bagad avec le groupe Dispac'h lors du fest-noz « Mont da Zañsal » en octobre 2012, le bagad s'est de nouveau produit, en 2013, avec le groupe de fest-noz, présentant alors une toute nouvelle création.